# Marvin Bagley
Pour les articles homonymes, voir Bagley.
Marvin Bagley III, né le 14 mars 1999 à Tempe dans l'Arizona, est un joueur américain de basket-ball évoluant au poste de pivot voire d'ailier fort. 
Il est sélectionné en 2e position par les Kings de Sacramento lors de la draft 2018 de la NBA.

## Biographie

### Carrière lycéenne
Il rejoint le lycée Hillcrest Prep Academy à Phoenix, où il évolue notamment avec DeAndre Ayton.

### Carrière universitaire
Il va ensuite en université avec l'équipe des Blue Devils de Duke, pendant son cursus universitaire il tourne à 21,1 points et 11,5 rebonds de moyenne.

### Carrière professionnelle

#### Kings de Sacramento (2018-2022)

##### 2018-2019
Le 21 juin 2018, Bagley est choisi en deuxième position de la draft 2018 de la NBA en 2018 par les Kings de Sacramento, derrière son ancien coéquipier au lycée, DeAndre Ayton. Le 1er juillet 2018, il signe son premier contrat professionnel
Bagley fait ses débuts professionnels avec Sacramento le 17 octobre 2018, avec 6 points et 5 rebonds en 12 minutes en sortant du banc lors d'une défaite 123-117 contre le Jazz de l'Utah. Lors de son prochain match, deux jours plus tard, Bagley enregistre 19 points, 8 rebonds, 3 passes décisives et 3 contres dans une défaite 149-129 contre les Pelicans de La Nouvelle-Orléans. Le 24 novembre, Bagley enregistre un double-double de 20 points et 17 rebonds lors d'une défaite de 117 à 116 contre les Warriors de Golden State. Lors de son deuxième match contre Golden State le 14 décembre, il se tord le genou gauche, ce qui l’écarte des terrains pendant 11 matches. Le 19 mars 2019, Bagley inscrit son record en carrière de 32 points en sortant du banc dans une victoire 117-104 contre Suns de Phoenix.

##### 2019-2020
Le 24 octobre 2019, il se fait une fracture du pouce lors du match chez les Suns de Phoenix et doit manquer quatre semaines de compétition. Le 1er novembre 2019, les Kings activent leur option d'équipe sur le contrat de Bagley, le prolongeant jusqu'à la fin de saison 2020-2021. Le 12 décembre 2019, il revient à la compétition contre le Thunder d'Oklahoma City, marque 11 points et prend 6 rebonds en 23 minutes de jeu. Le 27 décembre 2019, lors du match contre les Timberwolves du Minnesota, il se fait une entorse du pied gauche et doit s'éloigner des parquets.

#### Pistons de Détroit (2022-2024)
En février 2022, Bagley est transféré aux Pistons de Détroit dans un échange entre quatre équipes,.

#### Wizards de Washington (2024-février 2025)
En janvier 2024, il est envoyé vers les Wizards de Washington avec Isaiah Livers contre Danilo Gallinari et Mike Muscala.

#### Grizzlies de Memphis (février-juin 2025)
En février 2025, Bagley est transféré aux Grizzlies de Memphis.

#### Retour aux Wizards de Washington (depuis juillet 2025)
Début juillet 2025, il revient aux Wizards de Washington pour une saison.

## Palmarès

### NBA
- NBA All-Rookie First Team (2019)

### NCAA
- Consensus first-team All-American (2018)
- Pete Newell Big Man Award (2018)
- ACC Player of the Year (2018)
- First-team All-ACC (2018)
- ACC Rookie of the Year (2018)

### Lycée
- First-team All-USA Today (2017)

## Statistiques

### Universitaires
| Saison    | Équipe   | Matchs | Titul. | Min./m | % Tir | % 3pts | % LF | Rbds/m. | Pass/m. | Int/m. | Ctr/m. | Pts/m. |
| --------- | -------- | ------ | ------ | ------ | ----- | ------ | ---- | ------- | ------- | ------ | ------ | ------ |
| 2017-2018 | Duke     | 33     | 32     | 33,9   | 61,4  | 39,7   | 62,7 | 11,09   | 1,52    | 0,82   | 0,88   | 21,03  |
| Carrière  | Carrière | 33     | 32     | 33,9   | 61,4  | 39,7   | 62,7 | 11,09   | 1,52    | 0,82   | 0,88   | 21,03  |

### Professionnelles

#### Saison régulière NBA
| Saison    | Équipe     | Matchs | Titul. | Min./m | % Tir | % 3pts | % LF | Rbds/m. | Pass/m. | Int/m. | Ctr/m. | Pts/m. |
| --------- | ---------- | ------ | ------ | ------ | ----- | ------ | ---- | ------- | ------- | ------ | ------ | ------ |
| 2018-2019 | Sacramento | 62     | 4      | 25,3   | 50,4  | 31,2   | 69,1 | 7,60    | 1,00    | 0,53   | 0,95   | 14,89  |
| 2019-2020 | Sacramento | 13     | 6      | 25,7   | 46,7  | 18,2   | 80,6 | 7,46    | 0,77    | 0,46   | 0,92   | 14,23  |
| 2020-2021 | Sacramento | 43     | 42     | 25,9   | 50,4  | 34,3   | 57,5 | 7,40    | 1,00    | 0,50   | 0,50   | 14,10  |
| 2021-2022 | Sacramento | 30     | 17     | 21,9   | 46,3  | 24,2   | 74,5 | 7,20    | 0,60    | 0,30   | 0,40   | 9,30   |
| 2021-2022 | Détroit    | 18     | 8      | 27,2   | 55,5  | 22,9   | 59,3 | 6,80    | 1,10    | 0,70   | 0,40   | 14,60  |
| 2022-2023 | Détroit    | 42     | 25     | 23,6   | 52,9  | 28,8   | 75,0 | 6,40    | 0,90    | 0,50   | 0,70   | 12,00  |
| Carrière  | Carrière   | 208    | 102    | 25,1   | 50,6  | 29,0   | 67,8 | 7,20    | 0,90    | 0,50   | 0,70   | 13,30  |

Mise à jour le 8 octobre 2023

## Records sur une rencontre en NBA
Les records personnels de Marvin Bagley en NBA sont les suivants, :
| Type de statistique        | Saison régulière | Saison régulière                  | Saison régulière |
| Type de statistique        | Record           | Adversaire                        | Date             |
| -------------------------- | ---------------- | --------------------------------- | ---------------- |
| Points                     | 32               | Suns de Phoenix                   | 10 février 2019  |
| Paniers marqués            | 13               | @ Pacers de l'Indiana             | 5 mai 2021       |
| Paniers tentés             | 22               | @ Pacers de l'Indiana             | 5 mai 2021       |
| Paniers à 3 points réussis | 4                | @ Hawks d'Atlanta                 | 21 mars 2023     |
| Paniers à 3 points tentés  | 6                | Pelicans de La Nouvelle-Orléans   | 17 janvier 2021  |
| Lancers francs réussis     | 11               | 2 fois                            | 2 fois           |
| Lancers francs tentés      | 14               | @ Warriors de Golden State        | 21 février 2019  |
| Rebonds offensifs          | 8                | @ Magic d'Orlando                 | 27 janvier 2021  |
| Rebonds défensifs          | 11               | Raptors de Toronto                | 25 février 2023  |
| Rebonds totaux             | 18               | Raptors de Toronto                | 25 février 2023  |
| Passes décisives           | 4                | 2 fois                            | 2 fois           |
| Interceptions              | 3                | @ Pelicans de La Nouvelle-Orléans | 19 octobre 2018  |
| Contres                    | 5                | @ Nuggets de Denver               | 23 octobre 2018  |
| Balles perdues             | 5                | 2 fois                            | 2 fois           |
| Minutes jouées             | 38               | @ Heat de Miami                   | 20 janvier 2020  |

- Double-double : 58
- Triple-double : 0

Dernière mise à jour : 13 avril 2025

## Salaires
Les gains de Marvin Bagley en NBA sont les suivants :
| Saison      | Équipe                | Salaire      |
| ----------- | --------------------- | ------------ |
| 2018-2019   | Kings de Sacramento   | 7 305 600 $  |
| 2019-2020   | Kings de Sacramento   | 8 556 120 $  |
| 2020-2021   | Kings de Sacramento   | 8 963 640 $  |
| 2021-2022   | Pistons de Détroit    | 11 312 114 $ |
| 2022-2023   | Pistons de Détroit    | 12 500 000 $ |
| Total Gains | Total Gains           | 48 637 474 $ |
| 2023-2024   | Wizards de Washington | 12 500 000 $ |
| 2024-2025   | Wizards de Washington | 12 500 000 $ |

- italique : option joueur

## Vie personnelle
Bagley a deux jeunes frères : Marcus et Martay. Son père, Marvin Jr., a joué au football universitaire au North Carolina A & T, ainsi qu’aux Arizona Rattlers de manière professionnelle. Son père a rencontré sa femme, Tracy Caldwell, pendant qu'il jouait avec les Rattlers dans la Arena Football League. Marvin Jr. entraîne actuellement l'équipe de basket-ball de l'AUA pour le Nike Phamily. Le frère cadet de Bagley, Marcus Bagley, a reçu des offres des équipes universitaires d'Arizona, d'Arizona State et d'UCLA. Tout en vivant dans la région de Los Angeles, Bagley a fait du bénévolat auprès de Hoops with Heart, une organisation à but non lucratif située dans la ville et qui profite aux jeunes défavorisés. Il est également le petit-fils de l'ancien joueur de basketball olympique et professionnel, Jumpin Joe Caldwell, qui a été le deuxième choix au classement général du repêchage de la NBA en 1964.